# EFL League One
De EFL League One (vaak afgekort tot League One) is de op één-na-hoogste divisie van de English Football League (EFL) en de derde divisie in het Engelse voetbal. De competitie wordt om sponsorredenen Sky Bet League One genoemd, naar de hoofdsponsor van de Engelse tweede, derde en vierde divisies.
Er spelen 24 teams in de League One, die een volledige competitie spelen. Aan het eind van het seizoen promoveren de nummers 1, 2 en de winnaar van de play-offs naar de EFL Championship. In de play-offs spelen eerst in de halve finales de nummers 3 en 6, en 4 en 5 volgens het knockout-systeem tegen elkaar. De onderste vier teams degraderen naar de EFL League Two en worden vervangen door de nummers 1, 2, 3 en de winnaar van de play-offs van deze divisie.

## Geschiedenis
De competitie werd voor het eerst gespeeld in het seizoen 2004/05 onder de naam Football League One. Het verving daarmee de Football League Second Division. Sinds het seizoen 2016/17 heeft het de naam EFL League One.

## Overzicht van clubs
In het seizoen 2025/26 maken de volgende clubs deel uit van de League One:
| Club                | Stadion                      | Capaciteit | Resultaat vorig seizoen                    |
| ------------------- | ---------------------------- | ---------- | ------------------------------------------ |
| Barnsley            | Oakwell Stadium              | 23.287     | 12e plaats                                 |
| Blackpool           | Bloomfield Road              | 17.338     | 9e plaats                                  |
| Bolton Wanderers    | University of Bolton Stadium | 28.723     | 8e plaats                                  |
| Bradford City       | Valley Parade                | 24.433     | 3e plaats (gepromoveerd uit League Two)    |
| Burton Albion       | Pirelli Stadium              | 6.912      | 20e plaats                                 |
| Cardiff City        | Cardiff City Stadium         | 33.280     | 24e plaats (gedegradeerd uit Championship) |
| Doncaster Rovers    | Eco-Power Stadium            | 15.148     | 1e plaats (gepromoveerd uit League Two)    |
| Exeter City         | St. James Park               | 8.696      | 16e plaats                                 |
| Huddersfield Town   | John Smith's Stadium         | 24.121     | 10e plaats                                 |
| Leyton Orient       | Brisbane Road                | 9.271      | 6e plaats                                  |
| Lincoln City        | Sincil Bank                  | 10.307     | 11e plaats                                 |
| Luton Town          | Kenilworth Road              | 10.356     | 22e plaats (gedegradeerd uit Championship) |
| Mansfield Town      | Field Mill                   | 9.376      | 17e plaats                                 |
| Northampton Town    | Sixfields Stadium            | 7.798      | 19e plaats                                 |
| Peterborough United | London Road Stadium          | 15.314     | 18e plaats                                 |
| Plymouth Argyle     | Home Park                    | 19.500     | 23e plaats (gedegradeerd uit Championship) |
| Port Vale           | Vale Park                    | 15.036     | 2e plaats (gepromoveerd uit League Two)    |
| Reading             | Madejski Stadium             | 24.161     | 7e plaats                                  |
| Rotherham United    | New York Stadium             | 12.000     | 13e plaats                                 |
| Stevenage           | Broadhall Way                | 7.800      | 14e plaats                                 |
| Stockport County    | Edgeley Park                 | 10.800     | 3e plaats                                  |
| Wigan Athletic      | DW Stadium                   | 25.133     | 15e plaats                                 |
| Wimbledon           | Plough Lane                  | 9.150      | 5e plaats (winnaar play-offs League Two)   |
| Wycombe Wanderers   | Adams Park                   | 9.448      | 5e plaats                                  |

## Overzicht seizoenen
| Seizoen | Kampioen                | Runner-up           | Winnaar play-offs   | Degradanten                                                            | Topscorer(s)                                                                 |
| ------- | ----------------------- | ------------------- | ------------------- | ---------------------------------------------------------------------- | ---------------------------------------------------------------------------- |
| 2024/25 | Birmingham City         | Wrexham             | Charlton Athletic   | Crawley Town, Bristol Rovers, Cambridge United, Shrewsbury Town        | Charlie Kelman (Leyton Orient), 21                                           |
| 2023/24 | Portsmouth              | Derby County        | Oxford United       | Cheltenham Town, Fleetwood Town, Port Vale, Carlisle United            | Alfie May (Charlton Athletic), 23                                            |
| 2022/23 | Plymouth Argyle         | Ipswich Town        | Sheffield Wednesday | Milton Keynes Dons, Morecambe, Accrington Stanley, Forest Green Rovers | Conor Chaplin (Ipswich Town), Jonson Clarke-Harris (Peterborough United), 26 |
| 2021/22 | Wigan Athletic          | Rotherham United    | Sunderland          | Gillingham, Doncaster Rovers, Wimbledon, Crewe Alexandra               | Will Keane (Wigan Athletic), 26                                              |
| 2020/21 | Hull City               | Peterborough United | Blackpool           | Rochdale, Northampton Town, Swindon Town, Bristol Rovers               | Jonson Clarke-Harris (Peterborough United), 31                               |
| 2019/20 | Coventry City           | Rotherham United    | Wycombe Wanderers   | Tranmere Rovers, Southend United, Bolton Wanderers, Bury*              | Ivan Toney (Peterborough United), 24                                         |
| 2018/19 | Luton Town              | Barnsley            | Charlton Athletic   | Plymouth Argyle, Walsall, Scunthorpe United, Bradford City             | James Collins (Luton Town), 25                                               |
| 2017/18 | Wigan Athletic          | Blackburn Rovers    | Rotherham United    | Oldham Athletic, Northampton Town, Milton Keynes Dons, Bury            | Jack Marriott (Peterborough United), 27                                      |
| 2016/17 | Sheffield United        | Bolton Wanderers    | Millwall            | Port Vale, Swindon Town, Coventry City, Chesterfield                   | Billy Sharp (Sheffield United), 30                                           |
| 2015/16 | Wigan Athletic          | Burton Albion       | Barnsley            | Doncaster Rovers, Blackpool, Colchester United, Crewe Alexandra        | Will Grigg (Wigan Athletic), 25                                              |
| 2014/15 | Bristol City            | Milton Keynes Dons  | Preston North End   | Notts County, Crawley Town, Leyton Orient, Yeovil Town                 | Joe Garner (Preston North End), 25                                           |
| 2013/14 | Wolverhampton Wanderers | Brentford           | Rotherham United    | Tranmere Rovers, Carlisle United, Shrewsbury Town, Stevenage           | Sam Baldock (Bristol City), 24                                               |
| 2012/13 | Doncaster Rovers        | Bournemouth         | Yeovil Town         | Scunthorpe United, Bury, Hartlepool United, Portsmouth                 | Paddy Madden (Yeovil Town), 23                                               |
| 2011/12 | Charlton Athletic       | Sheffield Wednesday | Huddersfield Town   | Wycombe Wanderers, Chesterfield, Exeter City, Rochdale                 | Jordan Rhodes (Huddersfield Town), 38                                        |
| 2010/11 | Brighton & Hove Albion  | Southampton         | Peterborough United | Dagenham & Redbridge, Bristol Rovers, Plymouth Argyle, Swindon Town    | Craig Mackail-Smith (Peterborough United), 27                                |
| 2009/10 | Norwich City            | Leeds United        | Millwall            | Gillingham, Wycombe Wanderers, Southend United, Stockport County       | Rickie Lambert (Bristol Rovers/Southampton), 31                              |
| 2008/09 | Leicester City          | Peterborough United | Scunthorpe United   | Northampton Town, Crewe Alexandra, Cheltenham Town, Hereford United    | Simon Cox (Swindon Town), Rickie Lambert (Bristol Rovers), 29                |
| 2007/08 | Swansea City            | Nottingham Forest   | Doncaster Rovers    | Port Vale, Luton Town, Gillingham, Bournemouth                         | Jason Scotland (Swansea City), 23                                            |
| 2006/07 | Scunthorpe United       | Bristol City        | Blackpool           | Chesterfield, Bradford City, Rotherham United, Brentford               | Billy Sharp (Scunthorpe United), 30                                          |
| 2005/06 | Southend United         | Colchester United   | Barnsley            | Hartlepool United, Milton Keynes Dons, Swindon Town, Walsall           | Freddy Eastwood (Southend United), Billy Sharp (Scunthorpe United), 23       |
| 2004/05 | Luton Town              | Hull City           | Sheffield Wednesday | Torquay United, Wrexham, Peterborough United, Stockport County         | Stuart Elliot (Hull City), Dean Windass (Bradford City), 27                  |

*Bury werd uit competitie genomen.

## Aantal seizoenen in de derde klasse
De vetgedrukte clubs spelen in het seizoen 2025/26 in de EFL League One. Seizoen 1939/40 werd na drie speeldagen afgebroken, dit wordt wel meegeteld.
| Club                    | Plaats             | /100 | Seizoenen (1920-1940, 1946-2026) |
| ----------------------- | ------------------ | ---- | --- |
| Walsall                 | Walsall            | 76   | 1921-1940, 1946-1958, 1960-1961, 1963-1979, 1980-1988, 1989-1990, 1995-1999, 2000-2001, 2004-2006, 2007-2019                                             |
| Bournemouth             | Bournemouth        | 70   | 1923-1940, 1946-1970, 1971-1975, 1982-1987, 1990-2002, 2003-2008, 2010-2013                                                                              |
| Bristol Rovers          | Bristol            | 68   | 1920-1940, 1946-1953, 1962-1974, 1981-1990, 1993-2001, 2007-2011, 2016-2021, 2022-2025                                                                   |
| Swindon Town            | Swindon            | 67   | 1920-1940, 1946-1963, 1965-1969, 1974-1982, 1986-1987, 1995-1996, 1999-2005, 2007-2011, 2012-2017, 2020-2021                                             |
| Gillingham              | Gillingham         | 65   | 1920-1938, 1950-1958, 1964-1971, 1974-1989, 1996-2000, 2005-2008, 2009-2010, 2013-2022                                                                   |
| Southend United         | Southend-on-Sea    | 62   | 1920-1940, 1946-1966, 1972-1976, 1978-1980, 1981-1984, 1987-1989, 1990-1991, 1997-1998, 2005-2006, 2007-2010, 2015-2020                                  |
| Tranmere Rovers         | Birkenhead         | 60   | 1921-1938, 1939-1940, 1946-1961, 1967-1975, 1976-1979, 1989-1991, 2001-2014, 2019-2020                                                                   |
| Reading                 | Reading            | 60   | 1920-1926, 1931-1940, 1946-1971, 1976-1977, 1979-1983, 1984-1986, 1988-1994, 1998-2002, 2023-....                                                        |
| Brentford               | Londen             | 57   | 1920-1933, 1954-1962, 1963-1966, 1972-1973, 1978-1992, 1993-1998, 1999-2007, 2009-2014                                                                   |
| Wrexham                 | Wrexham            | 56   | 1921-1940, 1946-1960, 1962-1964, 1970-1978, 1982-1983, 1993-2002, 2003-2005, 2024-2025                                                                   |
| Brighton & Hove Albion  | Brighton           | 56   | 1920-1940, 1946-1958, 1962-1963, 1965-1972, 1973-1977, 1987-1988, 1992-1996, 2001-2002, 2003-2004, 2006-2011                                             |
| Chesterfield            | Chesterfield       | 55   | 1921-1931, 1933-1936, 1951-1961, 1970-1983, 1985-1989, 1995-2000, 2001-2007, 2011-2012, 2014-2017                                                        |
| Northampton Town        | Northampton        | 54   | 1920-1940, 1946-1958, 1961-1963, 1967-1969, 1976-1977, 1987-1990, 1997-1999, 2000-2003, 2006-2009, 2016-2018, 2020-2021, 2023-....                       |
| Rotherham United        | Rotherham          | 52   | 1925-1940, 1946-1951, 1968-1973, 1975-1981, 1983-1988, 1989-1991, 1992-1997, 2000-2001, 2005-2007, 2013-2014, 2017-2018, 2019-2020, 2021-2022, 2024-.... |
| Exeter City             | Exeter             | 52   | 1920-1940, 1946-1958, 1964-1966, 1977-1984, 1990-1994, 2009-2012, 2022-....                                                                              |
| Port Vale               | Stoke-on-Trent     | 49   | 1929-1930, 1936-1940, 1946-1954, 1957-1958, 1959-1965, 1970-1978, 1983-1984, 1986-1989, 1992-1994, 2000-2008, 2013-2017, 2022-2024, 2025-....            |
| Crewe Alexandra         | Crewe              | 48   | 1921-1940, 1946-1958, 1963-1964, 1968-1969, 1989-1991, 1994-1997, 2001-2002, 2006-2009, 2012-2016, 2020-2022                                             |
| Watford                 | Watford            | 47   | 1920-1940, 1946-1958, 1960-1969, 1972-1975, 1978-1979, 1996-1998                                                                                         |
| Rochdale                | Rochdale           | 46   | 1921-1920, 1946-1959, 1969-1974, 2010-2012, 2014-2021 |
| Bristol City            | Bristol            | 46   | 1922-1923, 1924-1927, 1932-1940, 1946-1955, 1960-1965, 1981-1982, 1984-1990, 1995-1998, 1999-2007, 2013-2015                                             |
| Oldham Athletic         | Oldham             | 46   | 1935-1940, 1946-1953, 1954-1958, 1963-1969, 1971-1974, 1997-2018                                                                                         |
| Leyton Orient           | Londen             | 46   | 1929-1940, 1946-1956, 1966-1970, 1982-1985, 1989-1995, 2006-2015, 2023-....                                                                              |
| Shrewsbury Town         | Shrewsbury         | 45   | 1950-1958, 1959-1974, 1975-1979, 1989-1992, 1994-1997, 2012-2014, 2015-2025                                                                              |
| Mansfield Town          | Mansfield          | 45   | 1931-1940, 1946-1960, 1963-1972, 1975-1977, 1978-1980, 1986-1991, 1992-1993, 2002-2003, 2024-....                                                        |
| Plymouth Argyle         | Plymouth           | 45   | 1920-1930, 1950-1952, 1956-1959, 1968-1975, 1977-1986, 1992-1995, 1996-1998, 2002-2004, 2010-2011, 2017-2019, 2020-2023, 2025-....                       |
| Hartlepool United       | Hartlepool         | 44   | 1921-1940, 1946-1958, 1968-1969, 1991-1994, 2003-2006, 2007-2013                                                                                         |
| Carlisle United         | Carlisle           | 43   | 1928-1940, 1946-1958, 1962-1964, 1977-1982, 1986-1987, 1995-1996, 1997-1998, 2006-2014, 2023-2024                                                        |
| Millwall                | Londen             | 43   | 1920-1928, 1934-1937, 1948-1958, 1962-1964, 1965-1966, 1979-1985, 1996-2001, 2006-2010, 2015-2017                                                        |
| Halifax Town            | Halifax            | 43   | 1921-1940, 1946-1963, 1969-1976 |
| Bradford City           | Bradford           | 43   | 1927-1929, 1937-1940, 1946-1961, 1969-1972, 1977-1978, 1982-1985, 1990-1996, 2004-2007, 2013-2019, 2025-....                                             |
| Stockport County        | Stockport          | 43   | 1921-1922, 1926-1937, 1938-1940, 1946-1959, 1967-1970, 1991-1997, 2002-2005, 2008-2010, 2024-....                                                        |
| Doncaster Rovers        | Doncaster          | 41   | 1923-1935, 1937-1940, 1946-1947, 1948-1950, 1958-1959, 1966-1967, 1969-1971, 1981-1983, 1984-1988, 2004-2008, 2012-2013, 2014-2016, 2017-2022, 2025-.... |
| Newport County          | Newport            | 40   | 1920-1931, 1932-1939, 1947-1962, 1980-1987 |
| Queens Park Rangers     | Londen             | 40   | 1920-1940, 1946-1948, 1953-1967, 2000-2004 |
| Lincoln City            | Lincoln            | 39   | 1921-1932, 1934-1940, 1946-1948, 1949-1952, 1961-1962, 1976-1979, 1981-1986, 1998-1999, 2019-....                                                        |
| York City               | York               | 39   | 1929-1940, 1946-1958, 1959-1960, 1965-1966, 1971-1974, 1976-1977, 1984-1988, 1993-1999                                                                   |
| Colchester United       | Colchester         | 38   | 1950-1961, 1962-1965, 1966-1968, 1974-1976, 1977-1981, 1998-2006, 2008-2016                                                                              |
| Accrington Stanley      | Accrington         | 38   | 1921-1940, 1946-1960, 2018-2023 |
| Chester City            | Chester            | 36   | 1931-1940, 1946-1958, 1975-1982, 1986-1993, 1994-1995 |
| Southport               | Southport          | 35   | 1921-1940, 1946-1958, 1967-1970, 1973-1974 |
| Torquay United          | Torquay            | 35   | 1927-1940, 1946-1958, 1960-1962, 1966-1972, 1991-1992, 2004-2005                                                                                         |
| Peterborough United     | Peterborough       | 35   | 1961-1968, 1974-1979, 1991-1992, 1994-1997, 2000-2005, 2008-2010, 2013-2021, 2022-....                                                                   |
| Notts County            | Nottingham         | 34   | 1930-1931, 1937-1940, 1946-1950, 1958-1959, 1960-1964, 1971-1973, 1985-1990, 1995-1997, 1998-2004, 2010-2015                                             |
| Crystal Palace          | Londen             | 34   | 1920-1921, 1925-1940, 1946-1958, 1961-1964, 1974-1977 |
| Barrow                  | Barrow-in-Furness  | 34   | 1921-1940, 1946-1958, 1967-1970 |
| Darlington              | Darlington         | 33   | 1921-1925, 1927-1940, 1946-1958, 1966-1967, 1985-1987, 1991-1992                                                                                         |
| Luton Town              | Luton              | 32   | 1920-1937, 1963-1965, 1968-1970, 1996-2001, 2002-2005, 2007-2008, 2018-2019, 2025-....                                                                   |
| Hull City               | Kingston upon Hull | 31   | 1930-1933, 1936-1970, 1946-1949, 1956-1959, 1960-1966, 1978-1981, 1983-1985, 1991-1996, 2004-2005, 2020-2021                                             |
| Blackpool               | Blackpool          | 30   | 1978-1981, 1985-1990, 1992-2000, 2001-2007, 2015-2016, 2017-2021, 2023-....                                                                              |
| Norwich City            | Norwich            | 30   | 1920-1934, 1939-1940, 1946-1960, 2009-2010 |
| Bury                    | Bury               | 29   | 1957-1961, 1967-1968, 1969-1971, 1974-1980, 1985-1992, 1996-1997, 1999-2002, 2011-2013, 2015-2018                                                        |
| Coventry City           | Coventry           | 29   | 1925-1936, 1952-1958, 1959-1964, 2012-2017, 2018-2020 |
| Barnsley                | Barnsley           | 28   | 1932-1934, 1938-1939, 1953-1955, 1959-1965, 1968-1972, 1979-1981, 2002-2006, 2014-2016, 2018-2019, 2022-....                                             |
| Grimsby Town            | Cleethorpes        | 28   | 1920-1926, 1951-1956, 1959-1965, 1964-1968, 1972-1977, 1979-1980, 1987-1988, 1990-1991, 1997-1998, 2003-2004                                             |
| Swansea City            | Swansea            | 27   | 1920-1925, 1947-1949, 1965-1967, 1970-1973, 1978-1979, 1984-1986, 1988-1996, 2000-2001, 2005-2008                                                        |
| Scunthorpe United       | Scunthorpe         | 25   | 1950-1958, 1964-1968, 1972-1973, 1983-1984, 1999-2000, 2005-2007, 2011-2013, 2014-2019                                                                   |
| Aldershot               | Aldershot          | 25   | 1932-1940, 1946-1958, 1973-1976, 1987-1989 |
| Charlton Athletic       | Londen             | 25   | 1921-1929, 1933-1935, 1972-1975, 1980-1981, 2009-2012, 2016-2019, 2020-2025                                                                              |
| Huddersfield Town       | Huddersfield       | 24   | 1973-1975, 1980-1983, 1988-1995, 2001-2003, 2004-2012, 2024-....                                                                                         |
| Wigan Athletic          | Wigan              | 24   | 1982-1993, 1997-2002, 2015-2016, 2017-2018, 2020-2022, 2023-....                                                                                         |
| Oxford United           | Oxford             | 23   | 1965-1968, 1976-1984, 1994-1996, 1999-2001, 2016-2024 |
| Preston North End       | Preston            | 23   | 1970-1971, 1974-1978, 1981-1985, 1987-1993, 1996-2000, 2011-2015                                                                                         |
| Gateshead               | Gateshead          | 22   | 1932-1940, 1946-1958 |
| New Brighton            | New Brighton       | 22   | 1923-1940, 1946-1951 |
| Cardiff City            | Cardiff            | 21   | 1931-1940, 1946-1947, 1975-1976, 1982-1983, 1985-1986, 1988-1990, 1993-1995, 1999-2000, 2001-2003, 2025-....                                             |
| Wycombe Wanderers       | High Wycombe       | 19   | 1994-2004, 2009-2010, 2011-2012, 2018-2020, 2021-.... |
| Bolton Wanderers        | Bolton             | 18   | 1971-1973, 1983-1987, 1988-1993, 2016-2017, 20219-2020, 2021-....                                                                                        |
| Fulham                  | Londen             | 18   | 1928-1932, 1969-1971, 1980-1982, 1986-1994, 1997-1999 |
| Portsmouth              | Portsmouth         | 18   | 1920-1924, 1961-1962, 1976-1978, 1980-1983, 2012-2013, 2017-2024                                                                                         |
| Bradford (Park Avenue)  | Bradford           | 16   | 1922-1928, 1950-1958, 1961-1963 |
| Ipswich Town            | Ipswich            | 16   | 1938-1940, 1946-1954, 1955-1957, 2019-2023 |
| Milton Keynes Dons      | Milton Keynes      | 15   | 2004-2006, 2008-2015, 2016-2018, 2019-2023 |
| Cambridge United        | Cambridge          | 13   | 1973-1974, 1977-1978, 1984-1985, 1990-1991, 1993-1995, 1999-2001, 2021-2025                                                                              |
| Sheffield Wednesday     | Sheffield          | 11   | 1975-1980, 2003-2005, 2010-2012, 2021-2023 |
| Burnley                 | Burnley            | 11   | 1980-1982, 1983-1985, 1992-1994, 1995-2000 |
| Sheffield United        | Sheffield          | 11   | 1979-1981, 1982-1984, 1988-1989, 2011-2017 |
| Southampton             | Southampton        | 11   | 1920-1922, 1953-1960, 2009-2011 |
| Merthyr Town            | Merthyr Tydfil     | 10   | 1920-1930 |
| Wigan Borough           | Wigan              | 10   | 1921-1931 |
| Workington              | Workington         | 10   | 1951-1958, 1964-1966 |
| Fleetwood Town          | Fleetwood          | 10   | 2014-2024 |
| Nelson                  | Nelson             | 9    | 1921-1923, 1924-1931 |
| Yeovil Town             | Yeovil             | 9    | 2005-2013, 2014-2015 |
| Burton Albion           | Burton upon Trent  | 9    | 2015-2016, 2018-.... |
| Stoke City              | Stoke-on-Trent     | 8    | 1926-1927, 1990-1993, 1998-2002 |
| Ashington               | Ashington          | 8    | 1921-1929 |
| AFC Wimbledon           | Londen             | 7    | 2016-2022, 2025-..... |
| Durham City             | Durham             | 7    | 1921-1928 |
| Cheltenham Town         | Cheltenham         | 7    | 2001-2002, 2006-2009, 2021-2024 |
| Stevenage               | Stevenage          | 6    | 2011-2014, 2023-.... |
| Aberdare Athletic       | Aberdare           | 6    | 1921-1927 |
| Blackburn Rovers        | Blackburn          | 6    | 1971-1975, 1979-1980, 2017-2018 |
| Derby County            | Derby              | 6    | 1955-1957, 1984-1986, 2022-2024 |
| Hereford United         | Hereford           | 5    | 1973-1976, 1977-1978 |
| Nottingham Forest       | Nottingham         | 5    | 1949-1951, 2005-2008, 2008-2009 |
| Sunderland              | Sunderland         | 5    | 1987-1988, 2018-2022 |
| Birmingham City         | Birmingham         | 5    | 1989-1992, 1994-1995, 2024-2025 |
| Wolverhampton Wanderers | Wolverhampton      | 4    | 1923-1924, 1985-1986, 1988-1989, 2013-2014 |
| Crawley Town            | Crawley            | 4    | 2012-2015, 2024-2025 |
| Leeds United            | Leeds              | 3    | 2007-2010 |
| Wimbledon FC            | Londen             | 3    | 1979-1980, 1981-1982, 1983-1984 |
| Morecambe               | Morecambe          | 2    | 2021-2023 |
| Aston Villa             | Birmingham         | 2    | 1970-1972 |
| Middlesbrough           | Middlesbrough      | 2    | 1966-1967, 1986-1987 |
| West Bromwich Albion    | West Bromwich      | 2    | 1991-1993 |
| South Shields           | South Shields      | 2    | 1928-1930 |
| Stalybridge Celtic      | Stalybridge        | 2    | 1921-1923 |
| Rotherham County        | Rotherham          | 2    | 1923-1925 |
| Thames                  | Londen             | 2    | 1930-1932 |
| Forest Green Rovers     | Nailsworth         | 1    | 2022-2023 |
| Barnet                  | Londen             | 1    | 1993-1994 |
| Dagenham & Redbridge    | Londen             | 1    | 2010-2011 |
| Leicester City          | Leicester          | 1    | 2008-2009 |
| Macclesfield Town       | Macclesfield       | 1    | 1998-1999 |
| Manchester City         | Manchester         | 1    | 1998-1999 |
| Rushden & Diamonds      | Irthlingborough    | 1    | 2003-2004 |

NB: Van 1920 tot 1958 bestond de toenmalige Third Division uit twee parallelle divisies, North en South.
Barnsley ·
Blackpool ·
Bolton Wanderers ·
Bradford City ·
Burton Albion ·
Cardiff City ·
Doncaster Rovers ·
Exeter City ·
Huddersfield Town ·
Leyton Orient ·
Lincoln City ·
Luton Town ·
Mansfield Town ·
Northampton Town ·
Peterborough United ·
Plymouth Argyle ·
Port Vale ·
Reading ·
Rotherham United ·
Stevenage ·
Stockport County ·
Wigan Athletic ·
Wimbledon ·
Wycombe Wanderers
1888/89 · 1889/90 · 1890/91 · 1891/92 · 1892/93 · 1893/94 · 1894/95 · 1895/96 · 1896/97 · 1897/98 · 1898/99 · 1899/00 · 1900/01 · 1901/02 · 1902/03 · 1903/04 · 1904/05 · 1905/06 · 1906/07 · 1907/08 · 1908/09 · 1909/10 · 1910/11 · 1911/12 · 1912/13 · 1913/14 · 1914/15 · 1915/16 · 1916/17 · 1917/18 · 1918/19 · 1919/20 · 1920/21 · 1921/22 · 1922/23 · 1923/24 · 1924/25 · 1925/26 · 1926/27 · 1927/28 · 1928/29 · 1929/30 · 1930/31 · 1931/32 · 1932/33 · 1933/34 · 1934/35 · 1935/36 · 1936/37 · 1937/38 · 1938/39 · 1939/40 · 1940/41 · 1941/42 · 1942/43 · 1943/44 · 1944/45 · 1945/46 · 1946/47 · 1947/48 · 1948/49 · 1949/50 · 1950/51 · 1951/52 · 1952/53 · 1953/54 · 1954/55 · 1955/56 · 1956/57 · 1957/58 · 1958/59 · 1959/60 · 1960/61 · 1961/62 · 1962/63 · 1963/64 · 1964/65 · 1965/66 · 1966/67 · 1967/68 · 1968/69 · 1969/70 · 1970/71 · 1971/72 · 1972/73 · 1973/74 · 1974/75 · 1975/76 · 1976/77 · 1977/78 · 1978/79 · 1979/80 · 1980/81 · 1981/82 · 1982/83 · 1983/84 · 1984/85 · 1985/86 · 1986/87 · 1987/88 · 1988/89 · 1989/90 · 1990/91 · 1991/92 · 1992/93 · 1993/94 · 1994/95 · 1995/96 · 1996/97 · 1997/98 · 1998/99 · 1999/00 · 2000/01 · 2001/02 · 2002/03 · 2003/04 · 2004/05 · 2005/06 · 2006/07 · 2007/08 · 2008/09 · 2009/10 · 2010/11 · 2011/12 · 2012/13 · 2013/14 · 2014/15 · 2015/16 · 2016/17 · 2017/18 · 2018/19 · 2019/20 · 2020/21 · 2021/22 · 2022/23 · 2023/24 · 2024/25
Albanië ·
België · 
Bulgarije ·
Curaçao ·
Cyprus · 
Denemarken · 
Duitsland · 
Engeland · 
Estland · 
Finland · 
Frankrijk · 
Georgië · 
Gibraltar ·
Griekenland · 
Italië · 
Kroatië · 
Luxemburg · 
Nederland · 
Noord-Ierland · 
Noord-Macedonië · 
Noorwegen · 
Oekraïne · 
Oostenrijk · 
Polen · 
Portugal · 
Roemenië · 
Rusland · 
Schotland · 
Servië · 
Slovenië · 
Slowakije · 
Spanje · 
Tsjechië (Moravië / Bohemen) ·
Turkije · 
Wales · 
Zweden · 
Zwitserland